# Pogrom de Kielce
Le pogrom de Kielce du 4 juillet 1946 est une flambée de violence contre des résidents juifs de cette ville polonaise, principalement des Juifs revenus d'URSS et apparemment en transit, après la Seconde Guerre mondiale et la Shoah, et ayant fait 42 morts et 80 blessés. Selon les informations répercutées au public polonais et à l'étranger le même jour par les autorités polonaises communistes, il aurait été perpétré par la population locale.
D'importantes zones d'ombre subsistent sur le déclenchement du pogrom et son déroulement. En particulier, la participation de policiers du ministère de la Sécurité publique communiste et de soldats est avérée dans ses différentes phases[réf. nécessaire]. Le massacre est présenté comme résultat d'une suite de rumeurs sur des enlèvements d'enfants accompagnés de crimes rituels ayant donné lieu à une enquête policière bruyante ; le nombre de victimes décédées s'élève à 42 personnes avec 40 autres blessées.
Les tribunaux polonais jugèrent et condamnèrent neuf personnes à mort pour crimes. Le gouvernement communiste de Pologne chercha à imputer la responsabilité aux nationalistes polonais, en particulier aux partisans anti-communistes qui soutenaient le général Anders et le gouvernement polonais en exil. Jusqu'à l'époque de Solidarność, le gouvernement communiste empêcha toute enquête plus approfondie sur les circonstances du pogrom et c'est seulement en décembre 1981 qu'un article parut dans le journal Tygodnik Solidarność (Solidarité hebdo). Toutefois, le retour à un gouvernement répressif empêcha d'accéder aux fichiers de recherche historique jusqu'à la chute du communisme en 1989, et à cette époque beaucoup de témoins oculaires étaient morts. On se rendit compte alors qu'un grand nombre de documents relatifs au pogrom avaient été détruits par le feu dans des circonstances obscures ou l'avaient été délibérément par les autorités militaires.
Cela explique que les origines du pogrom soient restées controversées. Certains affirment qu'il s'agissait d'une provocation délibérée de la part des communistes pour discréditer les nationalistes. D'autres prétendent qu'il s'agit d'un événement antisémite exploité ensuite par le gouvernement[réf. souhaitée]. D'autres accusent la hiérarchie catholique polonaise d'avoir fait preuve de passivité au cours du pogrom et ensuite[réf. souhaitée]. Le pouvoir communiste parle de « provocation sioniste » pour inciter à l'immigration en Palestine. Le fait qu'un certain nombre de Juifs occupaient des fonctions importantes au sein du parti communiste polonais a également agi sur le sentiment populaire. L'absence de preuves documentées et incontestables vient compliquer l'analyse.
Ce pogrom contre des Juifs polonais majoritairement rescapés de la Shoah a marqué un point important dans l'histoire des Juifs en Pologne après la guerre. Il a eu lieu à Kielce un an seulement après la fin de la Seconde Guerre mondiale et de la Shoah, consternant les Juifs de Pologne et de nombreux Polonais ainsi que la communauté internationale. Il a été considéré comme le catalyseur qui a fait fuir de Pologne la plupart des Juifs survivants.

## Le pogrom

### Arrière-plan de l'affaire

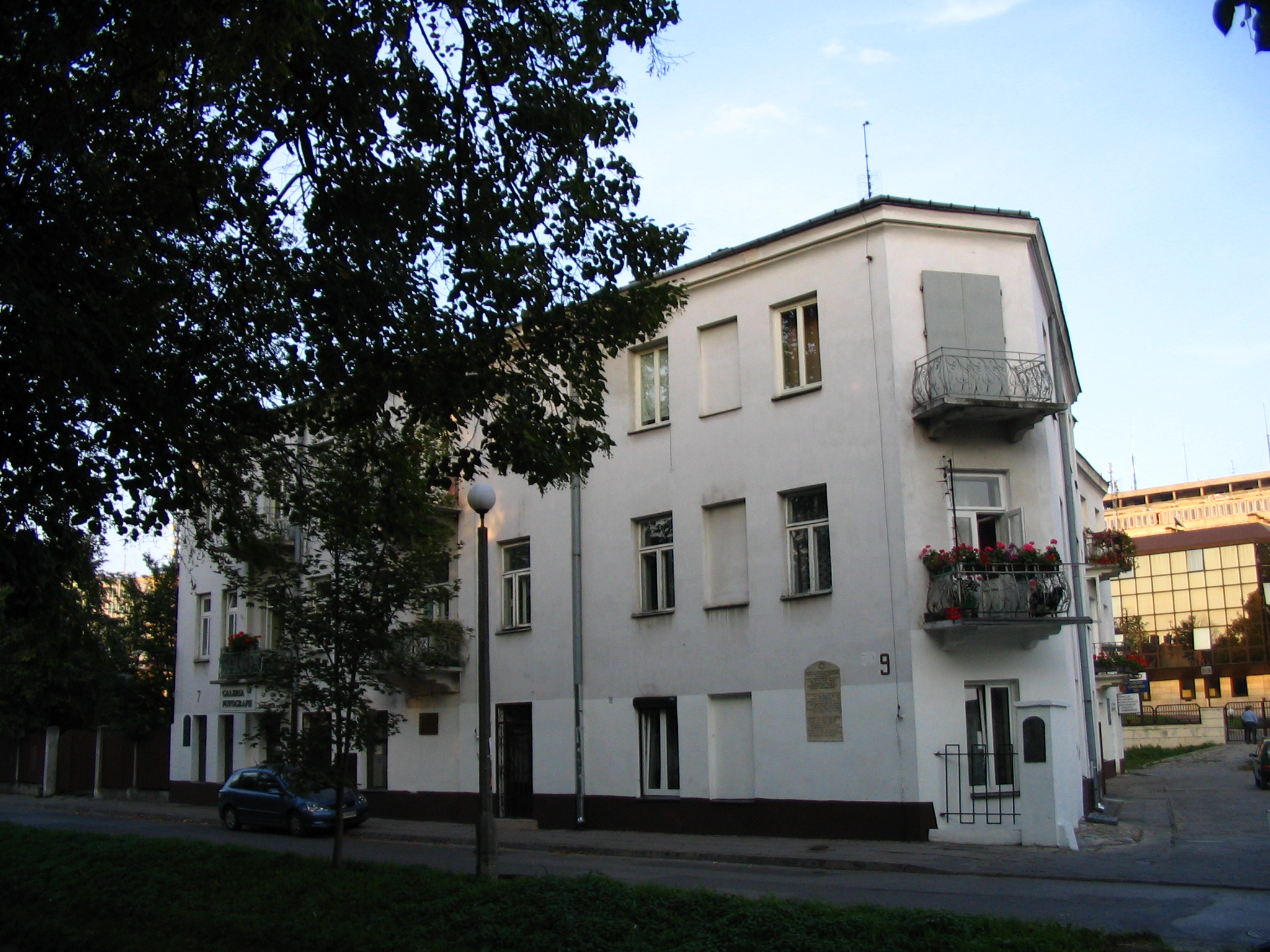
Immeuble dit « maison juive » du 7 rue Planty à Kielce, où les Juifs seront massacrés.

Pendant l'occupation allemande de la Pologne, Kielce avait été entièrement vidée par les nazis de sa population juive d'avant-guerre. À l'été 1946, quelque 200 Juifs, dont beaucoup d'anciens habitants, revenus des camps de concentration nazis et d'ailleurs, y vivaient. Environ 150 à 160 d'entre eux logeaient dans un seul bâtiment administré par le Comité juif de la Voïvodie de Kielce et situé au 7/9 de la rue Planty, petite rue du centre de la ville.
Le 1er juillet 1946, un garçon de huit ans, polonais non juif, Henryk Błaszczyk, fut porté disparu par son père Walenty, alors qu'il se serait rendu en visite à des amis dans son village de vacances, à Bielaki situé à 25 kilomètres de Kielce, sans prévenir ses parents. À son retour le 3 juillet, le garçon aurait inventé une histoire selon laquelle il aurait été détenu par un inconnu. Un voisin suggéra à Henryk que cet homme pouvait être juif ou bohémien. Le lendemain vers 8 heures, le garçon, son père et le voisin se rendirent au commissariat de police locale, en passant devant la « maison juive » de la rue Planty, où plusieurs familles juives vivaient. Henryk désigna alors un homme à proximité en disant que c'était lui qui l'avait emprisonné dans la cave de la maison. En fait, la maison n'avait pas de cave. Au poste de police, Henryk répéta son histoire d'enlèvement et parla des Juifs et de leur maison.
Trois patrouilles, chacune d'environ 10 policiers, se rendirent à pied à la maison juive de la rue Planty. Un policier arrêta l'homme désigné par l'enfant - un certain Kalaman Singer -, tandis que ses collègues commencèrent à rechercher l'endroit où Henryk prétendait avoir été enfermé. Quand les policiers furent interrogés par les badauds sur ce qui se passait, ils donnèrent de fausses informations sur des Juifs qui détenaient un garçon polonais, et ils parlèrent aussi de la recherche d'enfants polonais assassinés dans un foyer juif. Les gens commencèrent alors à se rassembler très rapidement le long du chemin et à s'amasser devant la « maison juive ». Le Dr Severyn Kahane, président du Comité juif de Kielce et un habitant de la maison allèrent au poste de police pour obtenir des explications et on leur promit de libérer Kalaman Singer - promesse qui ne fut pas tenue. Au cours de la matinée, l'affaire vint aux oreilles d'autres autorités civiles et militaires, y compris l'armée, les services de sécurité et les services d'information militaires. Environ 100 soldats et cinq officiers dont Wladyslaw Sobczynski, le chef du Département de la Sécurité publique furent envoyés vers 10 heures à la rue Planty. On ne leur avait rien dit des circonstances mais bientôt ils collectèrent de-ci de-là des rumeurs de gens dans la rue au sujet des enlèvements et des assassinats.

### Début des violences
Les habitants de la maison, qui avaient reçu des autorités l'autorisation de porter des armes pour se défendre, reçurent l'ordre de remettre toutes celles qu'ils pouvaient avoir, après quoi la police et les soldats entrèrent de force dans le bâtiment, suivis par la foule. Presque tout de suite, la police se mit à tirer, tuant une personne et en blessant plusieurs autres, et à piller leurs biens. Il y eut aussi quelques tirs du côté juif, au moins deux et peut-être trois Polonais, dont un policier, furent tués alors que les Juifs essayaient de se défendre. Le Dr Kahane fut abattu vers 11 heures par des soldats alors qu'il appelait à l'aide. Des prêtres de l'église catholique de l'endroit se rendirent à l'immeuble pour savoir ce qui se passait, mais des officiers les empêchèrent de passer en leur assurant que tout était sous contrôle. Après la tuerie du début à l'intérieur du bâtiment, d'autres Juifs furent jetés dehors par les troupes à coups de crosse, puis bombardés à coups de pierres et attaqués avec des bâtons par des civils dans la rue, sans réaction des soldats, si ce n'est de retourner dans le bâtiment pour trouver d'autres Juifs.

### La réaction de la foule
À midi, arriva un groupe important estimé à environ 600 à 1 000 travailleurs de l'aciérie Ludwików voisine, dirigée par des militants du PPR ; commence alors une nouvelle phase du pogrom, au cours de laquelle environ 20 Juifs furent battus à mort. Un grand nombre d'ouvriers étaient membres de l'ORMO (formation de réserve de la milice civique), armés de barres de fer et au moins d'un pistolet. Ni les chefs de la police militaire et de la police secrète, parmi lesquels il y avait un conseiller militaire soviétique présent sur les lieux, ni les responsables politiques locaux du PPR, ne firent quoi que ce fût pour arrêter les attaques des ouvriers contre les Juifs. Une unité de cadets de la police qui était arrivée s'abstint d'intervenir et certains de ses membres participèrent même au pillage et aux meurtres, qui se poursuivaient à l'intérieur et à l'extérieur du bâtiment. La foule tua également une infirmière juive d'apparence « aryenne », Esther Proszowska, que les assaillants avaient apparemment confondue avec une femme polonaise qui essayait d'apporter son aide aux Juifs en train de mourir.

### La fin des violences
Le pogrom s'arrêta finalement à 15 heures environ avec l'arrivée d'une nouvelle unité des forces de sécurité en provenance d'une école de police voisine et envoyée par le colonel Stanislas Kupsza, ainsi que de renforts venus de Varsovie. Après avoir tiré en l'air quelques coups de semonce sur l'ordre du major Kazimierz Konieczny, les troupes rétablirent rapidement l'ordre ; on posta des gardes et on évacua de l'immeuble tous les Juifs, vivants et morts.
La violence, toutefois, ne s'arrêta pas immédiatement à Kielce. Pendant leur transport à l'hôpital, des Juifs blessés furent battus et dévalisés par des soldats. Des trains en transit par la gare principale de Kielce furent fouillés par des civils et des gardes de la SOK pour voir s'il y avait des Juifs, avec comme conséquence qu'au moins deux passagers furent jetés hors des trains et tués — 30 personnes pourraient bien avoir été tuées de cette manière, du fait que les meurtres dans les trains continuèrent pendant plusieurs mois après le pogrom. Par la suite une foule de civils s'approcha de l'hôpital en exigeant que les Juifs blessés leur fussent remis, ce que le personnel de l'hôpital refusa de faire. Ce désordre à grande échelle se termina enfin à Kielce environ neuf heures après son commencement.
Parmi les 42 Juifs assassinés, dont des femmes et des enfants, neuf avaient été tués d'un coup de feu, deux exécutés à la baïonnette, et les autres avaient été battus à mort ou lapidés. Outre les victimes de la violence dans les trains, deux Juifs qui n'habitaient pas dans la rue Planty furent assassinés (Regina Fisz et son fils de trois semaines, Abram, furent saisis à leur domicile au 15 de la rue Léonarda [réf. souhaitée] par un groupe de policiers conduit par Stefan Mazur, qui commencèrent par dévaliser leurs victimes avant de les chasser de la ville ; là, Regina et son bébé furent tués « alors qu'ils tentaient de s'enfuir »). Parmi les morts figurent aussi trois Polonais, tous militaires des forces de sécurité. Il semble que deux d'entre eux (en uniforme) furent tués par des tirs de Juifs qui n'avaient pas encore été désarmés, la cause de la mort du troisième (qui portait des vêtements civils) n'a pas été révélée.

#### Photographies
Julia Pirotte, une photographe de presse bien connue pour ses reportages de guerre, ayant appartenu à la Résistance française, prit des photos montrant les conséquences immédiates du pogrom, qui sont visibles actuellement sur le site du Musée de Yad Vashem.

## Les conséquences
La brutalité du pogrom de Kielce mit fin à l'espoir de beaucoup de Juifs d'arriver à se réinstaller en Pologne après la fin de l'occupation nazie. Bożena Szaynok, historienne à l'université de Wrocław, a ainsi écrit :

« Jusqu'au 4 juillet 1946, les Juifs polonais indiquaient que les événements du passé [principalement la Shoah] leur fournissaient leur principale raison d'émigrer… Après le pogrom de Kielce, la situation changea radicalement. Les rapports tant juifs que polonais parlaient d'une atmosphère de panique parmi la société juive dans l'été 1946. Les Juifs ne croyaient plus qu'ils pourraient être en sécurité en Pologne. En dépit d'une milice importante et d'une présence militaire dans la ville de Kielce, des Juifs y avaient été assassinés de sang-froid, en public, et pendant plus de cinq heures. On chuchotait que la milice et l'armée avaient pris part au pogrom. De juillet 1945 à juin 1946, environ cinquante mille Juifs passèrent la frontière polonaise illégalement. En juillet 1946, presque vingt mille décidèrent de quitter la Pologne. En août 1946, le nombre crût à trente mille. En septembre 1946, douze mille Juifs quittèrent la Pologne. »

Beaucoup de ces Juifs étaient sortis clandestinement et illégalement grâce à l'organisation Berih'ah.
La réaction officielle au pogrom est racontée par Anita J. Prazmowska dans Histoire de la Guerre froide, vol. 2, no 2 :

« Neuf participants au pogrom furent condamnés à mort et trois à de très longues peines de prison. Les agents de police, les militaires et les fonctionnaires de la police politique (UBP) furent jugés séparément et alors, de façon stupéfiante, tous furent acquittés de l'accusation « de n'avoir pris aucune mesure pour empêcher la foule de commettre des crimes » ; seul Wiktor Kuznicki, commandant de la milice civique (MO), fut condamné à un an de prison. Il est clair que, dès la période où les premières enquêtes ont été lancées et pendant le procès, une décision avait été prise, pour des motifs manifestement politiques, de ne pas procéder à des sanctions disciplinaires. Les faits étaient pourtant clairs mais c'est ce qui se dégage des déclarations qui ont précédé le jugement. On conçoit bien que des instructions avaient été données de ne pas punir les chefs de la Milice civique et de la Milice politique à cause de la nature politiquement sensible des faits. Les déclarations du procureur militaire révèlent des faiblesses dans l'organisation de ces deux services de sécurité… »

Le 14 septembre 1946, le pape Pie XII donna audience au rabbin Phillip Bernstein qui avait remplacé le juge Simon Rifkind comme conseiller américain pour les affaires juives sur le théâtre d'opérations européen. Bernstein demanda au pape de condamner les pogroms, mais ce dernier objecta que le Rideau de fer rendait difficiles les communications avec l'Église de Pologne.[réf. nécessaire]

## Recherche moderne et réconciliation

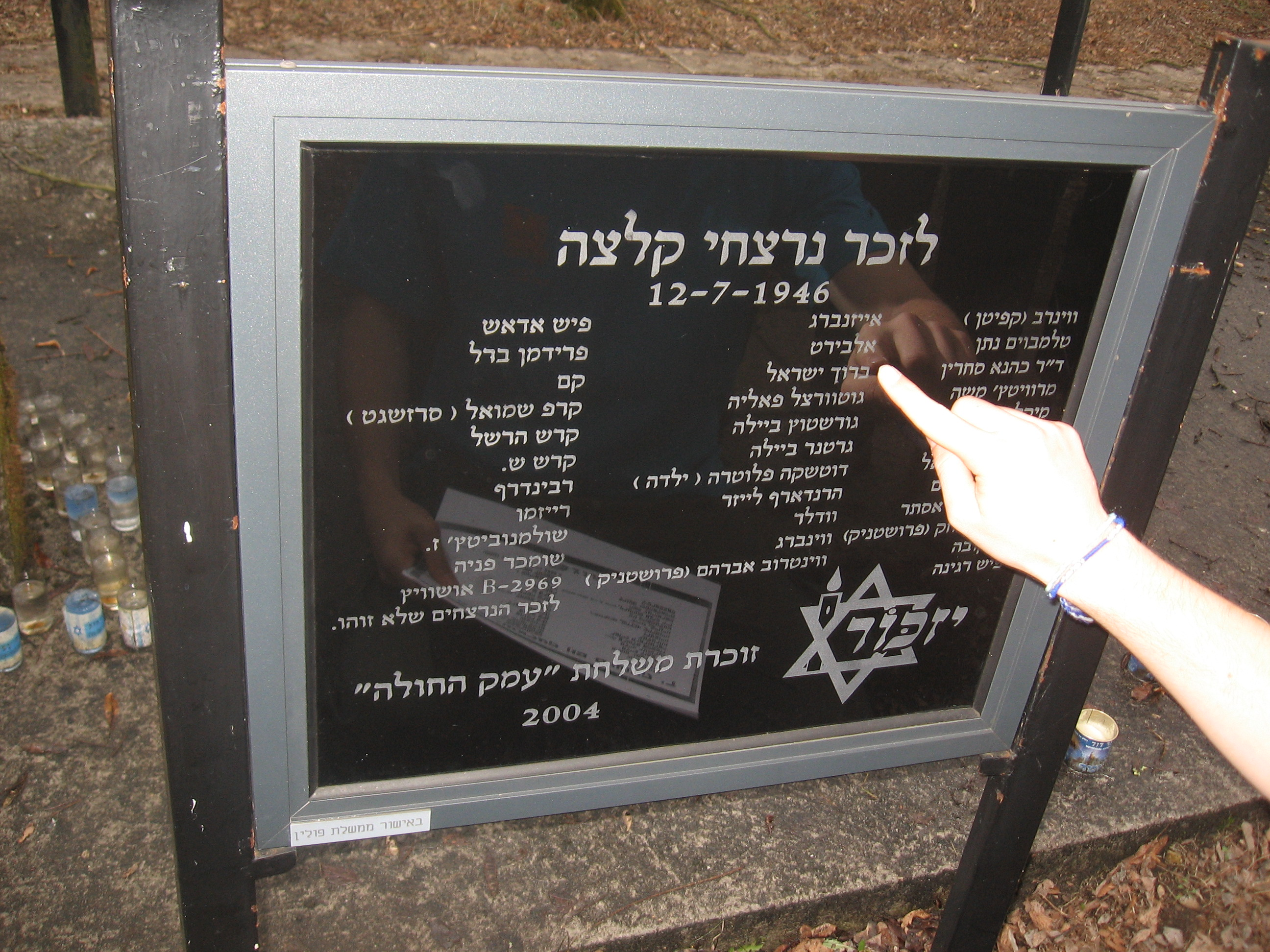
Mémorial du pogrom sur la tombe des victimes, apposé en 2004.

Le pogrom de Kielce a été un sujet délicat dans l'histoire polonaise pendant de nombreuses années et il y a toujours la confusion. On a soutenu qu'il faisait partie d'une action beaucoup plus large organisée par le KGB dans les pays contrôlés par l'Union soviétique et que les organismes dominés par elle, comme l'Urząd Bezpieczeństwa, ont joué un rôle dans la préparation du pogrom.
Le pogrom de Kielce est discuté aujourd'hui en Pologne avec franchise, y compris le rôle des Polonais dans le massacre. Est évoquée notamment, avec pertinence, la thèse de la diversion, le pogrom ayant eu lieu quelques jours seulement après la tenue d'un premier referendum populaire (30 juin 1946) aux résultats complètement manipulés par le pouvoir communiste. [réf. nécessaire] Il était à cette date important pour les autorités polonaises communistes de diminuer, dans l'opinion à l'étranger, la sympathie pour une population polonaise dominée de facto par l'URSS.
À l'occasion du 60e anniversaire du massacre du pogrom de Kielce, un monument commémoratif est inauguré et un chêne est planté en juillet 2006 à Kielce en présence de personnalités juives et polonaises. Le représentant du gouvernement polonais a déclaré que ce qui s'était passé « était une atrocité, une grande honte, une tragédie pour les Juifs et aussi une tragédie pour les Polonais » et qu'il n'y avait « aucune excuse pour cet acte atroce ». Il a ajouté que les Polonais ne devraient « pas avoir peur de la vérité ».
Le 70e anniversaire donne lieu à une cérémonie où le président polonais Andrzej Duda, dans un discours retransmis à la télévision publique polonaise déclare : « C’est l’armée et la milice (police) qui ont ouvert le feu les premières », sur les habitants juifs de Kielce. Le président continue en insistant sur « le comportement bestial » des forces de l’ordre du régime communiste instauré de force en Pologne par Moscou. Il a occulté le fait que le pogrom avait été stoppé grâce à l'intervention d'un détachement de l'armée soviétique stationné à proximité.